# Chionanthus subsessilis
Espèce
Synonymes
- Linociera subsessilis Eichler[1]

Statut de conservation UICN

 CR B1+2c : 
En danger critique
Chionanthus subsessilis est une espèce de plantes à fleurs de la famille des Oleaceae.

## Publication originale
- Kew Bulletin 49(2): 272. 1994.